# 光枝海南垂穗石松
光枝海南垂穗石松（学名：Palhinhaea hainanensis f. glabra）为石松科垂穗石松属海南垂穗石松下的一个变型。